# Luisa Ulrica di Prussia
Luisa Ulrica di Prussia (Berlino, 24 luglio 1720 – Svartsjö, 16 luglio 1782) fu regina consorte di Svezia a fianco del marito Adolfo Federico di Svezia (1710-1771).

## Biografia
Luisa Ulrica era figlia del re Federico Guglielmo I di Prussia (1688-1740) e della regina Sofia Dorotea di Hannover (1687-1757). I suoi nonni paterni erano Federico I di Prussia e Sofia Carlotta di Hannover, quelli materni Giorgio I del Regno Unito e Sofia Dorotea di Celle.
La principessa si fidanzò a Berlino il 17 luglio 1744 con il principe ereditario della corona svedese Adolfo Federico di Holstein-Gottorp, figlio di Cristiano Augusto (1673-1726), duca di Schleswig-Holstein-Gottorp e di Albertina Federica di Baden-Durlach.
Adolfo Federico venne eletto principe ereditario anche grazie all'influenza che la Russia esercitava in quel periodo su parte del parlamento svedese.
Il loro matrimonio si celebrò in Svezia, nel palazzo di Drottningholm, il 29 agosto del 1744.
Luisa Ulrica partecipò subito attivamente all'attività politica della sua nuova patria. Come il fratello maggiore Federico II di Prussia, era sostenitrice delle nuove idee illuministiche e appoggiò apertamente il Partito dei Cappelli che si ispirava alla politica francese. Questo fatto provocò l'irrigidimento del corpo diplomatico russo e il rafforzamento del legame tra questo partito e il principe ereditario.
Durante gli anni in cui Luisa Ulrica fu principessa di Svezia condusse una brillante vita sociale, piena di attività artistiche e culturali; la sua residenza preferita era il palazzo di Drottningholm.
Quando, nel 1751, Adolfo Federico divenne re, il Partito dei Cappelli non accettò un aumento dei poteri della monarchia all'interno del Parlamento, come invece la nuova regina si augurava. Da questo scaturì un aperto conflitto tra la coppia reale e il Parlamento stesso. Questa situazione alimentò una diceria secondo la quale Luisa Ulrica avesse impegnato i suoi gioielli per finanziare una rivoluzione al fine di instaurare una monarchia assoluta. Questa diceria rese necessario un inventario dei gioielli della corona.
Con questo fatto la regina rivelò tutte le sue ambizioni e, poiché sembra che avesse veramente cospirato nei preparativi di un complotto che fu scoperto nel 1756, e che ebbe come conseguenza l'esecuzione di diversi suoi sostenitori, Luisa Ulrica venne ammonita dal clero, che la ritenne responsabile di quelle morti. A partire da questo momento il potere dei sovrani diminuì sempre più, fino ad arrivare al punto più basso in tutta la storia della Svezia contemporanea.
La regina riacquistò nuovamente importanza in occasione della fine della Guerra dei Sette Anni, che vide la Svezia nella coalizione contro la Prussia. Il Partito dei Cappelli, con la sconfitta in questa guerra, perdette prestigio in favore della regina che, al momento di trattare la pace con la Prussia, fece valere il suo vincolo famigliare.
Persa ogni speranza di concludere alleanze solide con i suoi avversari in Parlamento, Luisa Ulrica trovò un forte collaboratore nella figura di suo figlio Gustavo, successivamente re Gustavo III, il quale intraprese un'attività politica che lo portò rapidamente ad aumentare gli interessi della monarchia all'interno del Parlamento. Questa alleanza però si interruppe perché la regina non accettava il fatto che il figlio intendesse lavorare per se stesso e non per i genitori.
Nel 1777 Luisa Ulrica fu obbligata ad abbandonare il palazzo di Drottningholm, con tutto il suo contenuto artistico, che passò sotto la tutela dello Stato.
Nel 1778, alla nascita del primogenito di Gustavo, sembra che Luisa Ulrica avesse divulgato la diceria che il bambino non fosse figlio del re. Questo scandalo compromise definitivamente i suoi rapporti con il figlio, il quale la obbligò a dichiarare pubblicamente la falsità della notizia.
A partire da questo momento le venne proibito di presentarsi a corte e dovette vivere in una specie di esilio nella solitudine del castello di Fredrikshov e in quello di Svartsjö.
Morì il 16 luglio 1782. Sul letto di morte si riconciliò con il figlio.

## Discendenza
Luisa Ulrica ebbe cinque figli:
- Un maschio morto appena nato nel 1745;
- Gustavo, nato nel 1746 e morto nel 1792, futuro re con il nome di Gustavo III, sposò nel 1766 Sofia Maddalena di Danimarca
- Carlo, nato nel 1748 e morto nel 1818, futuro re con il nome di Carlo XIII
- Federico Adolfo, nato nel 1750 e morto nel 1803
- Sofia Albertina, nata nel 1753 e morta nel 1829

## Antenati
|                                 |                                       |                                            | Genitori                         |  |  | Nonni |  |  | Bisnonni                          |  |  | Trisnonni                        |  |
|                                 |                                       |                                            |                                  |  |  |       |  |  | Federico Guglielmo di Brandeburgo |  |  | Giorgio Guglielmo di Brandeburgo |  |
|                                 |                                       |                                            |                                  |  |  |       |  |  | Federico Guglielmo di Brandeburgo |  |  | Giorgio Guglielmo di Brandeburgo |  |
|                                 |                                       | Elisabetta Carlotta del Palatinato-Simmern |                                  |  |  |       |  |  | Federico Guglielmo di Brandeburgo |  |  |                                  |  |
| Federico I di Prussia           |                                       |                                            |                                  |  |  |       |  |  | Federico Guglielmo di Brandeburgo |  |  |                                  |  |
|                                 |                                       | Luisa Enrichetta d'Orange                  | Federico Enrico d'Orange         |  |  |       |  |  |                                   |  |  |                                  |  |
|                                 |                                       | Luisa Enrichetta d'Orange                  | Federico Enrico d'Orange         |  |  |       |  |  |                                   |  |  |                                  |  |
|                                 |                                       | Luisa Enrichetta d'Orange                  | Amalia di Solms-Braunfels        |  |  |       |  |  |                                   |  |  |                                  |  |
| Federico Guglielmo I di Prussia |                                       | Luisa Enrichetta d'Orange                  |                                  |  |  |       |  |  |                                   |  |  |                                  |  |
|                                 |                                       | Ernesto Augusto di Brunswick-Lüneburg      | Giorgio di Brunswick-Lüneburg    |  |  |       |  |  |                                   |  |  |                                  |  |
|                                 |                                       | Ernesto Augusto di Brunswick-Lüneburg      | Giorgio di Brunswick-Lüneburg    |  |  |       |  |  |                                   |  |  |                                  |  |
|                                 |                                       | Ernesto Augusto di Brunswick-Lüneburg      | Anna Eleonora di Assia-Darmstadt |  |  |       |  |  |                                   |  |  |                                  |  |
| Sofia Carlotta di Hannover      |                                       | Ernesto Augusto di Brunswick-Lüneburg      |                                  |  |  |       |  |  |                                   |  |  |                                  |  |
|                                 |                                       | Sofia del Palatinato                       | Federico V del Palatinato        |  |  |       |  |  |                                   |  |  |                                  |  |
|                                 |                                       | Sofia del Palatinato                       | Federico V del Palatinato        |  |  |       |  |  |                                   |  |  |                                  |  |
|                                 |                                       | Sofia del Palatinato                       | Elisabetta Stuart                |  |  |       |  |  |                                   |  |  |                                  |  |
| Luisa Ulrica di Prussia         |                                       | Sofia del Palatinato                       |                                  |  |  |       |  |  |                                   |  |  |                                  |  |
|                                 | Ernesto Augusto di Brunswick-Lüneburg | Giorgio di Brunswick-Lüneburg              |                                  |  |  |       |  |  |                                   |  |  |                                  |  |
|                                 | Ernesto Augusto di Brunswick-Lüneburg | Giorgio di Brunswick-Lüneburg              |                                  |  |  |       |  |  |                                   |  |  |                                  |  |
|                                 | Ernesto Augusto di Brunswick-Lüneburg | Anna Eleonora di Assia-Darmstadt           |                                  |  |  |       |  |  |                                   |  |  |                                  |  |
| Giorgio I del Regno Unito       | Ernesto Augusto di Brunswick-Lüneburg |                                            |                                  |  |  |       |  |  |                                   |  |  |                                  |  |
|                                 |                                       | Sofia del Palatinato                       | Federico V del Palatinato        |  |  |       |  |  |                                   |  |  |                                  |  |
|                                 |                                       | Sofia del Palatinato                       | Federico V del Palatinato        |  |  |       |  |  |                                   |  |  |                                  |  |
|                                 |                                       | Sofia del Palatinato                       | Elisabetta Stuart                |  |  |       |  |  |                                   |  |  |                                  |  |
| Sofia Dorotea di Hannover       |                                       | Sofia del Palatinato                       |                                  |  |  |       |  |  |                                   |  |  |                                  |  |
|                                 |                                       | Giorgio Guglielmo di Brunswick-Lüneburg    | Giorgio di Brunswick-Lüneburg    |  |  |       |  |  |                                   |  |  |                                  |  |
|                                 |                                       | Giorgio Guglielmo di Brunswick-Lüneburg    | Giorgio di Brunswick-Lüneburg    |  |  |       |  |  |                                   |  |  |                                  |  |
|                                 |                                       | Giorgio Guglielmo di Brunswick-Lüneburg    | Anna Eleonora di Assia-Darmstadt |  |  |       |  |  |                                   |  |  |                                  |  |
| Sofia Dorotea di Celle          |                                       | Giorgio Guglielmo di Brunswick-Lüneburg    |                                  |  |  |       |  |  |                                   |  |  |                                  |  |
|                                 |                                       | Éléonore d'Esmier d'Olbreuse               | Alexandre II d'Esmier d'Olbreuse |  |  |       |  |  |                                   |  |  |                                  |  |
|                                 |                                       | Éléonore d'Esmier d'Olbreuse               | Alexandre II d'Esmier d'Olbreuse |  |  |       |  |  |                                   |  |  |                                  |  |
|                                 |                                       | Éléonore d'Esmier d'Olbreuse               | Jacquette Poussard de Vandré     |  |  |       |  |  |                                   |  |  |                                  |  |
|                                 |                                       | Éléonore d'Esmier d'Olbreuse               |                                  |  |  |       |  |  |                                   |  |  |                                  |  |